# Michael Covea
Michael O'Neal Covea Uzcátegui (Caracas, Venezuela; 21 de agosto de 1993) es un futbolista venezolano que juega como centrocampista en el Caracas Futbol Club de la Primera División de Venezuela

## Selección
Covea recibió su primera convocatoria a la Vinotinto casi al año de su debut, el 29 de agosto del 2011 fue convocado a la Selección Sub-20. A la absoluta aún no ha sido convocado de manera oficial.

## Clubes
| Club                    |  | País      | Año            |
| ----------------------- |  | --------- | -------------- |
| Deportivo Petare        |  | Venezuela | 2010 - 2013    |
| San Martín (SJ)         |  | Argentina | 2013 - 2016    |
| Deportivo La Guaira     |  | Venezuela | 2017           |
| Olimpo                  |  | Argentina | 2017 - 2018    |
| Mineros                 |  | Venezuela | 2018 - 2021    |
| Deportivo Táchira       |  | Venezuela | 2021           |
| Rosario Central         |  | Argentina | 2021 - 2022    |
| Carabobo FC             |  | Venezuela | 2023           |
| Academia Puerto Cabello |  | Venezuela | 2024           |
| Real Cartagena          |  | Colombia  | 2024           |
| Caracas FC              |  | Venezuela | 2025- Presente |

## Estadísticas
| Club                                | Div.          | Temporada     | Liga  | Liga  | Copas | Copas | Internacional | Internacional | Total | Total |
| Club                                | Div.          | Temporada     | Part. | Goles | Part. | Goles | Part.         | Goles         | Part. | Goles |
| ----------------------------------- | ------------- | ------------- | ----- | ----- | ----- | ----- | ------------- | ------------- | ----- | ----- |
| Deportivo Petare · Venezuela        | 1.ª           | 2010-11       | 2     | 0     | -     | -     | -             | -             | 2     | 0     |
| Deportivo Petare · Venezuela        | 1.ª           | 2011-12       | 14    | 3     | -     | -     | -             | -             | 14    | 3     |
| Deportivo Petare · Venezuela        | 1.ª           | 2012-13       | 28    | 2     | -     | -     | -             | -             | 28    | 2     |
| Deportivo Petare · Venezuela        | Total club    | Total club    | 44    | 5     | -     | -     | -             | -             | 44    | 5     |
| San Martín (SJ) Argentina           | 2.ª           | 2013-14       | 8     | 0     | -     | -     | -             | -             | 8     | 0     |
| San Martín (SJ) Argentina           | 2.ª           | 2014          | 4     | 0     | -     | -     | -             | -             | 4     | 0     |
| San Martín (SJ) Argentina           | 1.ª           | 2015          | 12    | 0     | 2     | 0     | -             | -             | 14    | 0     |
| San Martín (SJ) Argentina           | 1.ª           | 2016          | 0     | 0     | -     | -     | -             | -             | 0     | 0     |
| San Martín (SJ) Argentina           | Total club    | Total club    | 24    | 0     | 2     | 0     | -             | -             | 26    | 0     |
| Deportivo La Guaira · Venezuela     | 1.ª           | 2018          | 7     | 0     | -     | -     | -             | -             | 7     | 0     |
| Deportivo La Guaira · Venezuela     | Total club    | Total club    | 7     | 0     | -     | -     | -             | -             | 7     | 0     |
| Olimpo Argentina                    | 1.ª           | 2017-18       | 8     | 0     | -     | -     | -             | -             | 8     | 0     |
| Olimpo Argentina                    | Total club    | Total club    | 8     | 0     | -     | -     | -             | -             | 8     | 0     |
| Mineros de Guayana · Venezuela      | 1.ª           | 2018          | 12    | 3     | -     | -     | -             | -             | 12    | 3     |
| Mineros de Guayana · Venezuela      | 1.ª           | 2019          | 30    | 2     | 2     | 0     | 2             | 0             | 34    | 2     |
| Mineros de Guayana · Venezuela      | 1.ª           | 2020          | 5     | 0     | -     | -     | 2             | 0             | 7     | 0     |
| Mineros de Guayana · Venezuela      | Total club    | Total club    | 47    | 5     | 2     | 0     | 4             | 0             | 53    | 5     |
| Deportivo Táchira · Venezuela       | 1.ª           | 2021          | 9     | 3     | -     | -     | 6             | 1             | 15    | 4     |
| Deportivo Táchira · Venezuela       | Total club    | Total club    | 9     | 3     | -     | -     | 6             | 1             | 15    | 4     |
| Rosario Central Argentina           | 1.ª           | 2021          | 13    | 0     | -     | -     | -             | -             | 13    | 0     |
| Rosario Central Argentina           | 1.ª           | 2022          | 8     | 0     | -     | -     | -             | -             | 8     | 0     |
| Rosario Central Argentina           | Total club    | Total club    | 21    | 0     | -     | -     | -             | -             | 21    | 0     |
| Carabobo F. C. · Venezuela          | 1.ª           | 2023          | 24    | 4     | -     | -     | 1             | 0             | 25    | 4     |
| Carabobo F. C. · Venezuela          | Total club    | Total club    | 24    | 4     | -     | -     | 1             | 0             | 25    | 4     |
| Academia Puerto Cabello · Venezuela | 1.ª           | 2024          | 14    | 1     | -     | -     | 4             | 1             | 18    | 2     |
| Academia Puerto Cabello · Venezuela | Total club    | Total club    | 14    | 1     | -     | -     | 4             | 1             | 18    | 2     |
| Real Cartagena · Colombia           | 2.ª           | 2024          | 14    | 0     | 0     | 0     | -             | -             | 14    | 0     |
| Real Cartagena · Colombia           | Total club    | Total club    | 14    | 0     | 0     | 0     | -             | -             | 14    | 0     |
| Total carrera                       | Total carrera | Total carrera | 212   | 18    | 4     | 0     | 15            | 2             | 231   | 20    |